# Edith Marian Begbie
Edith Marian Begbie (8 février 1866 - 27 mars 1932) est une suffragette écossaise militante et membre de la Women's Social and Political Union (WSPU). Elle a entamé une grève de la faim à la prison de Winson Green à Birmingham en 1912 et a reçu la Hunger Strike Medal de la WSPU.

## Biographie
Elle naît en 1866 sous le nom d'Edith Marian Macfarlane à Leith dans le Midlothian en Écosse, la fille aînée d'au moins douze enfants nés de Marian Elizabeth née Newton (1841-1883) et de John Macfarlane (1837-1903). La deuxième fille du couple, Florence Macfarlane (1867-1944) qui utilise parfois le pseudonyme de Muriel Muir joue également un rôle actif dans le mouvement pour le droit de vote des femmes. En 1856, John Macfarlane rejoint l'entreprise familiale fabriquant des produits de toile métallique et qui s'est également lancée dans la papeterie. Le recensement de 1881 montre que cette année-là, la famille a déménagé à Édimbourg. Au fur et à mesure que ses entreprises deviennent plus rentables, John Macfarlane fonde un journal libéral et ses principes libéraux influencent peut-être ses filles dans leurs actions ultérieures. En 1901, Florence dirige un hôpital pour femmes à Édimbourg avec deux de ses jeunes sœurs. En 1888, Edith Marian Macfarlane épouse John Aitchison Begbie (1859–1907), un marchand des Indes orientales, après quoi le couple déménage à Stanmore dans le Middlesex où ils ont quatre enfants: George Begbie (1889–); Thomas Newton Begbie (1891-1919); William Herbert Begbie (1893–1959) et Hilda Aitchison Begbie (1897–1936). 

## Activités militantes

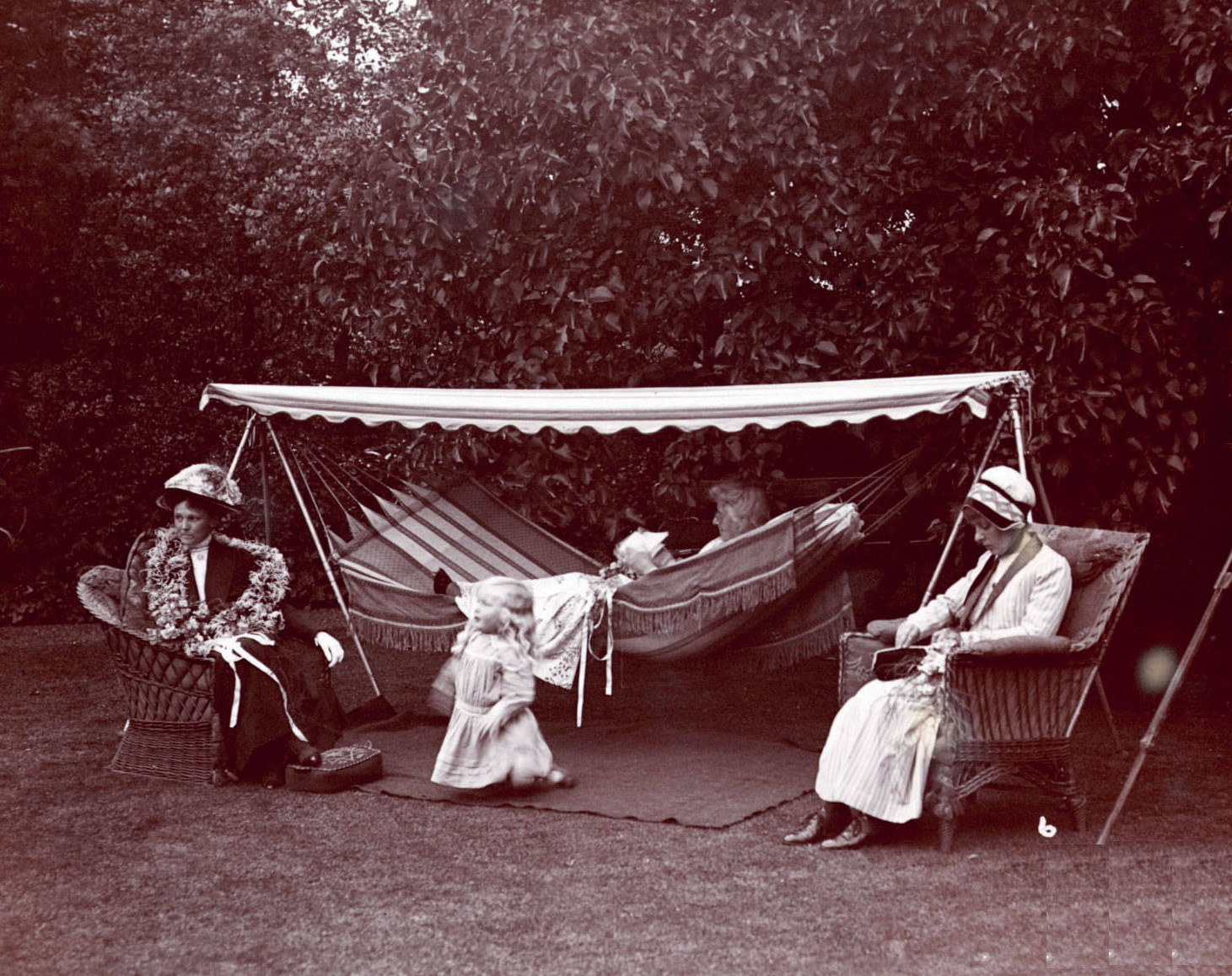
Suffragettes en grève de la faim se reposant dans le jardin de Dorset Hall c.1912 De G à D : Edith Marian Begbie, Paul, trois ans, le fils de Rose Lamartine Yates, Gertrude Wilkinson et Florence Macfarlane.

Begbie, désormais veuve, est arrêtée pour la première fois à l'occasion du Black Friday en 1910, mais les charges retenues contre elle sont ensuite abandonnées. En 1911, elle participe à la manifestation "No Vote no Census" et bien qu'elle donne son nom pour le recensement de 1911 (en), elle refuse de divulguer toute autre information. Arrêtée de nouveau le 7 mars 1912, elle est accusée d'avoir brisé des vitres dans divers locaux le long de The Strand à Londres avec quelque chose qu'elle avait caché dans son manchon. Elle est arrêtée et placée en garde à vue pour incarcération. Lors de son procès, un témoin décrit comment Begbie a descendu The Strand en brisant une fenêtre après l'autre, causant environ 40 £ de dégâts. Lors de sa première comparution devant le tribunal, Begbie déclare : "Je me tiens ici en tant que mère de quatre enfants... pour que mes enfants aient les mêmes droits et la même protection, filles et fils, et comme je ne peux pas faire appel à la raison des hommes, je dois utiliser leur propre langage, qui est celui de la violence." Pendant son incarcération à la prison de Winson Green à Birmingham, Begbie entame une grève de la faim avec Gertrude Wilkinson et sa sœur Florence Macfarlane, connue sous le nom de « gréviste de la faim de Dundee » et qui arrive en prison quelques jours après les deux premières. À leur sortie de prison, les deux sœurs sont malades et semblent très fragiles; Florence poursuit sa campagne militante pour le suffrage des femmes mais Edith Begbie n'est pas arrêtée à nouveau.
Dans la photo de groupe montrée, Begbie est à gauche avec Wilkinson au centre et Macfarlane à droite. L'enfant agenouillé devant le hamac est Paul Lamartine Yates, trois ans, le fils de Rose Lamartine Yates, secrétaire à l'organisation et trésorière de la branche de Wimbledon de la WSPU et chez qui, à Dorset Hall à Merton Park, la photo a été prise vers 1912. Begbie est la commandant en second de la branche WSPU à Wimbledon. 
Edith Marian Begbie vit au 107 The Ridgeway à Wimbledon et à sa mort en 1932, elle a laissé 3 045 £.